# Porte Saint-Paul

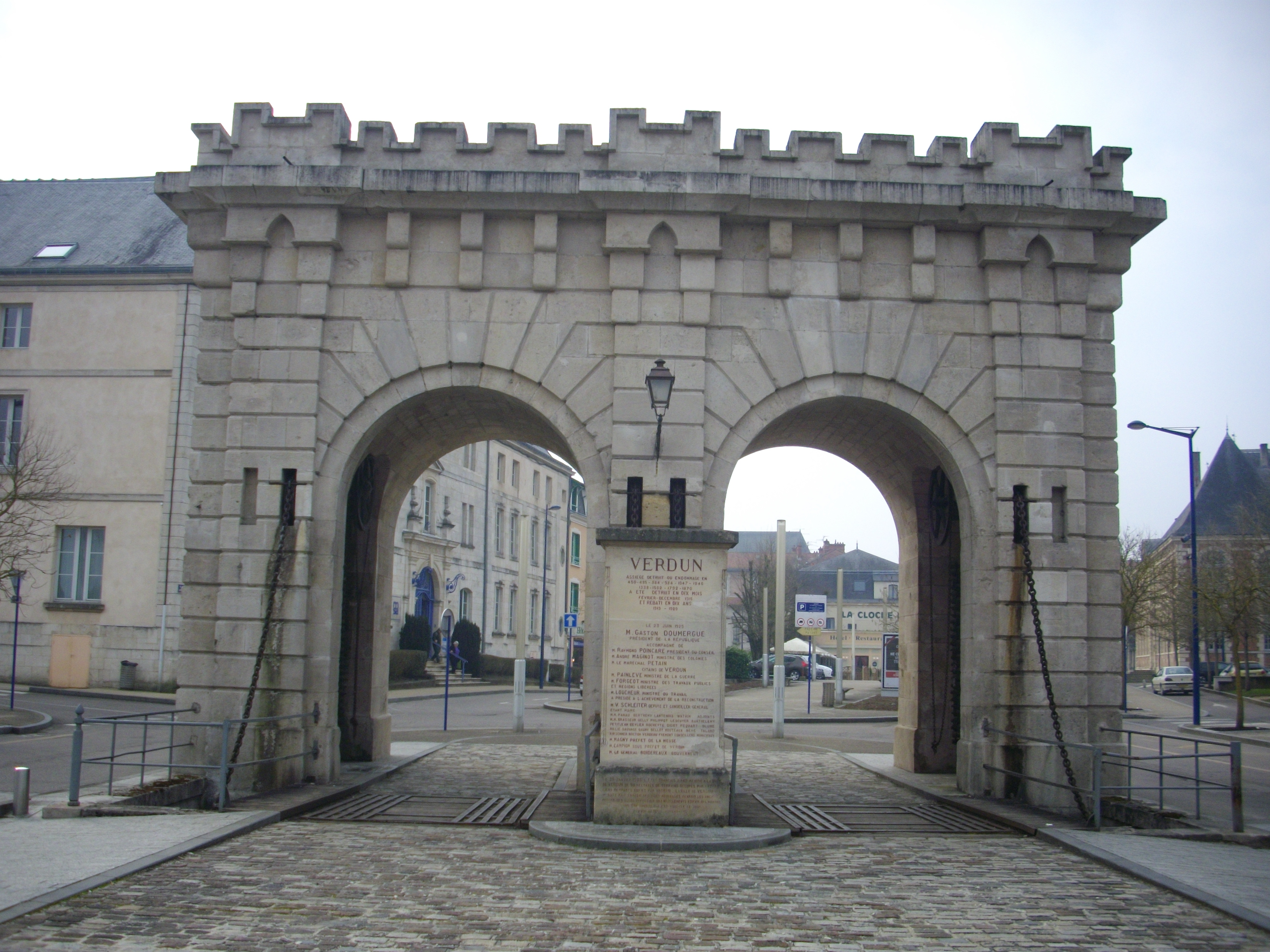
Buitenzijde van de Porte Saint-Paul

De Porte Saint-Paul is een 19e-eeuwse stadspoort in de Franse stad Verdun (Meuse), gelegen op de Place Saint-Paul. 

## Geschiedenis
De middeleeuwse stadsmuur van Verdun (Grand Rempart) werd na de bouw van het spoorwegstation in 1877 doorbroken voor de weg tussen het station en de stad. De Porte Saint-Paul werd gebouwd om het verkeer in en uit de stad op deze weg te regelen. Ze werd genoemd naar de wijk Saint-Paul van Verdun waar ze op uitgeeft. De poort heeft een doorgang voor ingaand en een voor uitgaand verkeer en werd vooral gebruikt voor troepenbewegingen tussen de kazerne Jeanne d'Arc en het station. In 1929 werden de stadsmuren, die zwaar beschadigd waren tijdens de gevechten in de Eerste Wereldoorlog afgebroken, maar de Porte Saint-Paul werd bewaard.

## Beschrijving

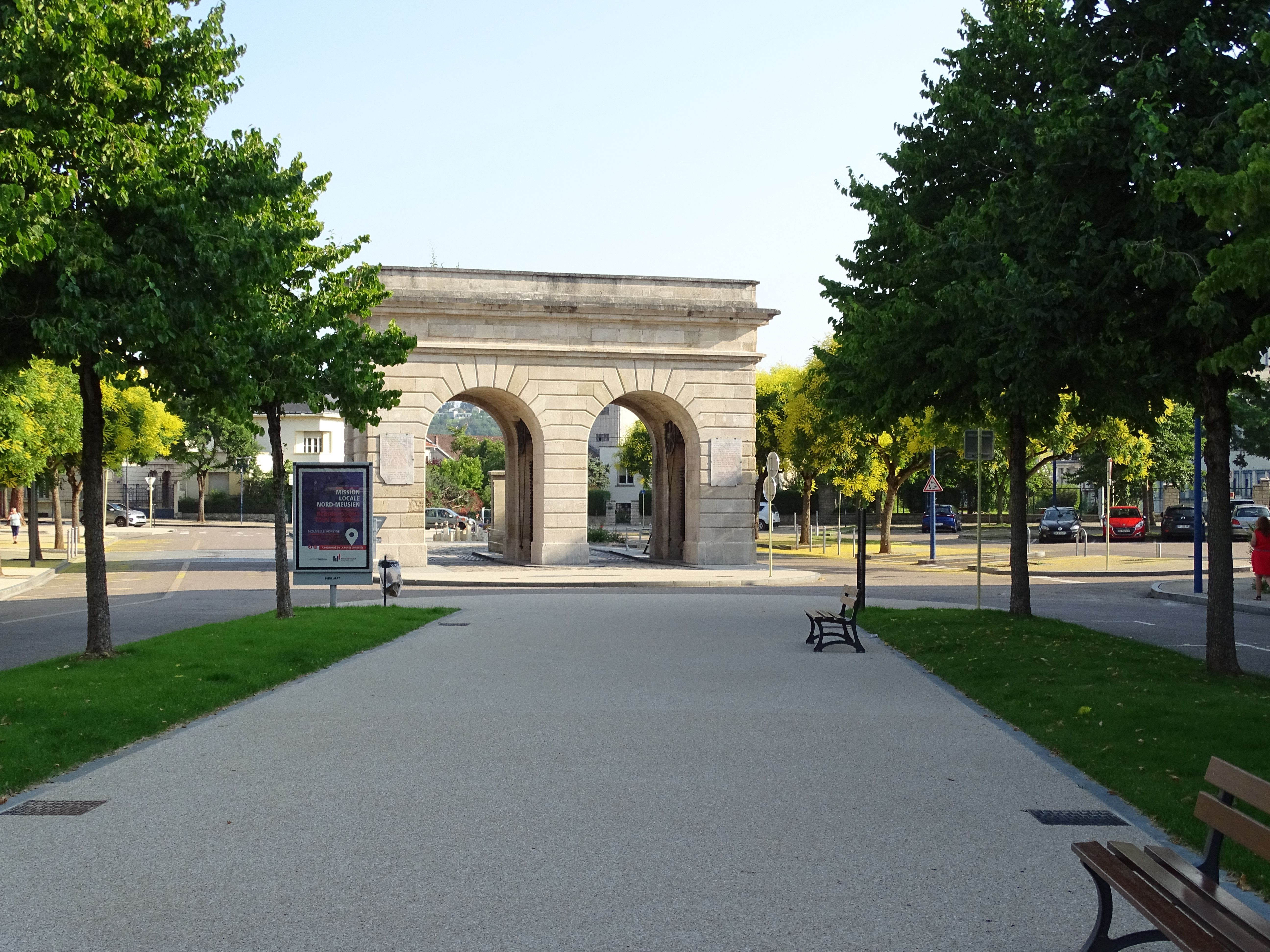
Binnenzijde van de Porte Saint-Paul

De poort bestaat uit twee ronde bogen, die voorzien waren van een valbrug. Het mechanisme van deze valbruggen is bewaard in de poort. De buitenzijde van de poort is versierd met kantelen en kraagstenen. Op de poort werden gedenkplaten aangebracht voor de Slag om Verdun (1916) en de wederopbouw na de oorlog.